# Félix Rocquain
Théodore Félix Rocquain, né à Vitteaux le 3 mars 1833 et mort à Paris (7e) le 6 novembre 1925, est un historien et archiviste français.

## Biographie
Élève de l'École des chartes, il y obtient le diplôme d'archiviste paléographe en 1854. Nommé aux Archives nationales, il y sera chef de la section moderne. Ses travaux sur l'histoire des institutions françaises lui valent le prix Thérouanne de l'Académie française en 1879 et le prix Audiffret de l'Académie des sciences morales et politiques en 1884. Il est élu membre de l'Académie des sciences morales et politiques en 1891.

## Principales publications
- Lucy Vernon (1862)
- L'État de la France au 18 brumaire, d'après les rapports des conseillers d'État chargés d'une enquête sur la situation de la République, avec pièces inédites de la fin du Directoire (1874) Texte en ligne
- Napoléon Ier et le roi Louis, d'après les documents conservés aux Archives nationales (1875)
- Études sur l'ancienne France : histoire, mœurs, institutions (1875) Texte en ligne
- L'Esprit révolutionnaire avant la Révolution, 1715-1789 (1878). Réédition : Slatkine, Genève, 1971. Prix Thérouanne en 1879.Texte en ligne
- La Papauté au Moyen Âge. Nicolas Ier, Grégoire VII, Innocent III, Boniface VIII, études sur le pouvoir pontifical (1881) Texte en ligne
- La Cour de Rome et l'esprit de réforme avant Luther (3 volumes, 1893-1897)
- La France et Rome pendant les guerres de religion (1924)
- Inventaire des Archives de l'Hôtel-Dieu de Pontoise. Dressé en 1858 et précédé d'une introduction (1924)